# Radiació X

Esquema d'un tub de generació de raigs X

Els termes raigs X i radiació X designen una part de l'espectre electromagnètic que correspon a radiació menys energètica que els raigs gamma i més que els raigs ultraviolats. La longitud d'ona d'aquestes radiacions ionitzants està compresa entre deu nanòmetres i cent picòmetres, que correspon a freqüències de 30 PHz a 3 EHz.
Foren descoberts pel físic alemany Wilhelm Röntgen el 1895, que els batejà amb el nom de "raigs X". En el seu honor, a alguns països europeus, com Alemanya, reben també la denominació de raigs Röntgen.

## Descobriment
La història dels raigs X comença amb els experiments del científic britànic William Crookes, que va investigar al segle xix els efectes de certs gasos en aplicar-los descàrregues d'energia. Aquests experiments es desenvolupaven en un tub buit i elèctrodes per generar corrents d'alt voltatge. Va batejar el seu invent amb el nom de tub de Crookes. Aquest tub, en estar a prop de plaques fotogràfiques, hi generava algunes imatges borroses. Nikola Tesla, en 1887, va començar a estudiar aquest efecte creat per mitjà dels tubs de Crookes. Una de les conseqüències de la investigació va ser advertir a la comunitat científica el perill per als organismes biològics que suposa l'exposició a aquestes radiacions.
El físic alemany Wilhelm Conrad Röntgen va descobrir els raigs X en 1895, mentre experimentava amb els tubs de Hittorff-Crookes i la bobina de Ruhmkorff per investigar la fluorescència violeta que produïen els raigs catòdics. Després de cobrir el tub amb un cartró negre per eliminar la llum visible, va observar una feble resplendor groc-verda provinent d'una pantalla amb una capa de platí-cianur de bari, que desapareixia en apagar el tub. Va determinar que els raigs creaven una radiació molt penetrant, però invisible, que travessava grans gruixos de paper i fins i tot metalls poc densos. Va utilitzar plaques fotogràfiques per demostrar que els objectes eren més o menys transparents als raigs X depenent del seu gruix i va realitzar la primera radiografia humana, usant la mà de la seva dona. Els va anomenar «raigs incògnita», o «raigs X» perquè no sabia què eren, només que eren generats pels raigs catòdics en xocar contra certs materials. Tot i els descobriments posteriors sobre la naturalesa del fenomen, es va decidir que conservessin aquest nom. A l'Europa Central i de l'Est, els raigs s'anomenen raigs Röntgen (en alemany: Röntgenstrahlen).
La notícia del descobriment dels raigs X es va divulgar amb molta rapidesa al món. Röntgen va ser objecte de múltiples reconeixements: l'emperador Guillem II d'Alemanya li va concedir l'Ordre de la Corona i va ser premiat amb la Medalla Rumford de la Reial Societat de Londres en 1896, amb la medalla Barnard de la Universitat de Colúmbia i amb el premi Nobel de Física en 1901.

## Radiació X tova i dura

Longitud d'ona i energia de la radiactivitat X tova (en anglès, soft) i dura (en anglès, hard)

Els raigs X amb longituds d'ona superiors a 0,1 nm s'anomenen raigs X tous. Les longituds d'ona més curtes s'anomenen raigs X durs, que se sobreposen amb els raigs gamma de longitud d'ona més llarga.
Estrictament, a igual longitud d'ona es corresponen iguals propietats i aquests raigs X durs són raigs gamma. A alguns els cal una diferenciació segons com han estat generats. Així, mentre que els raigs gamma són radiacions d'origen nuclear que es produeixen per la desexcitació d'un nucleó d'un nivell excitat a un altre de menor energia i en la desintegració d'isòtops radioactius, els raigs X sorgeixen de fenòmens extranuclears, en l'àmbit de les òrbites electròniques. En ambdós casos les radiacions són iguals i tenen les mateixes propietats i efectes.

## Radiació X natural

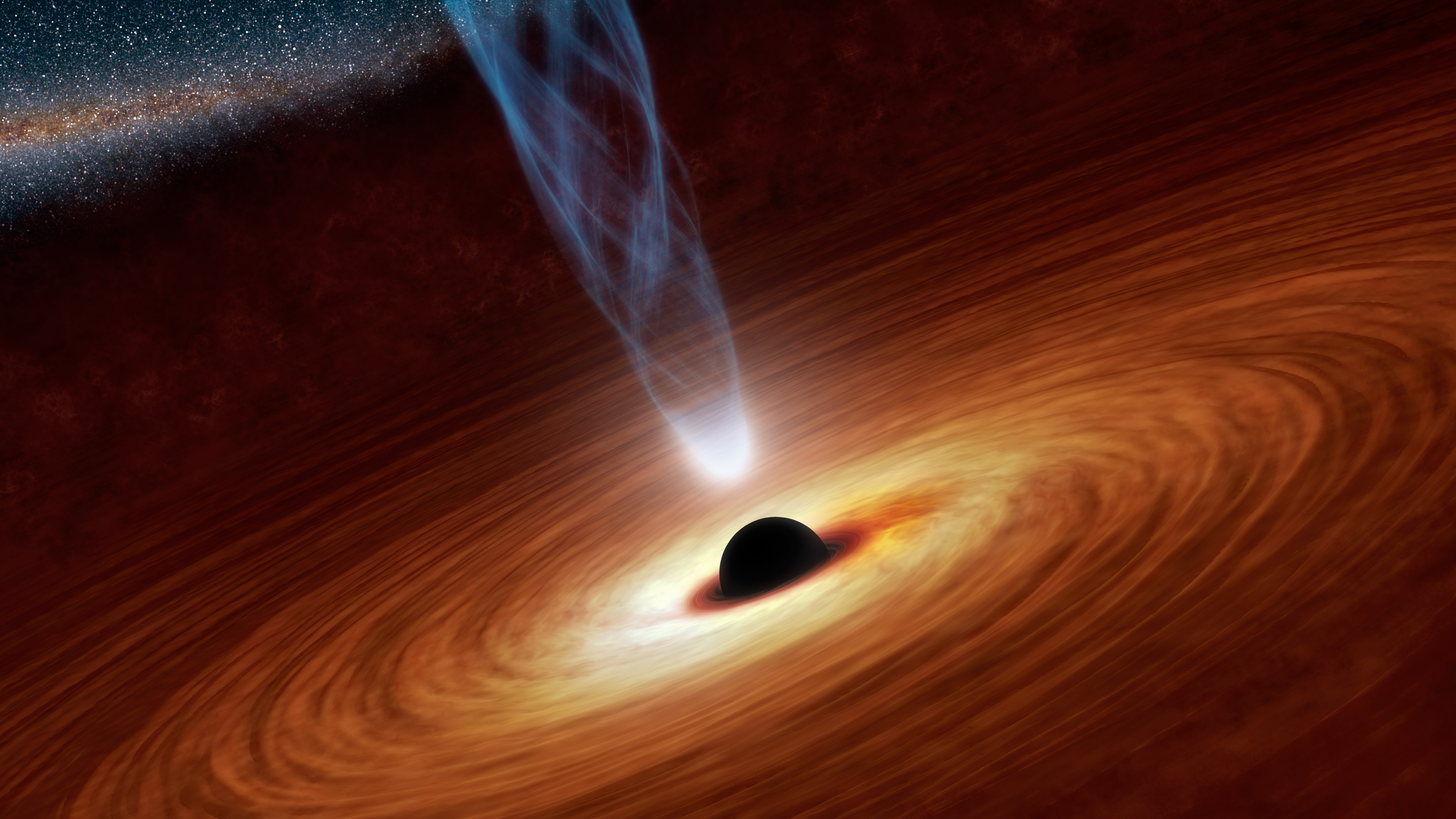
Recreació artística d'un forat negre amb emissió de raigs X

Els raigs X poden ser antropogènics o naturals, segons si són generats pels humans o s'han format de manera espontània a la natura. En ambdós casos són iguals.
L'astronomia de raigs X és una branca de l'astronomia que s'encarrega de l'estudi de l'emissió de raigs X dels cossos celestes. Es coneixen milers de fonts de raigs X i l'atmosfera terrestre n'absorbeix una part dels que li arriben.

## Generació artificial

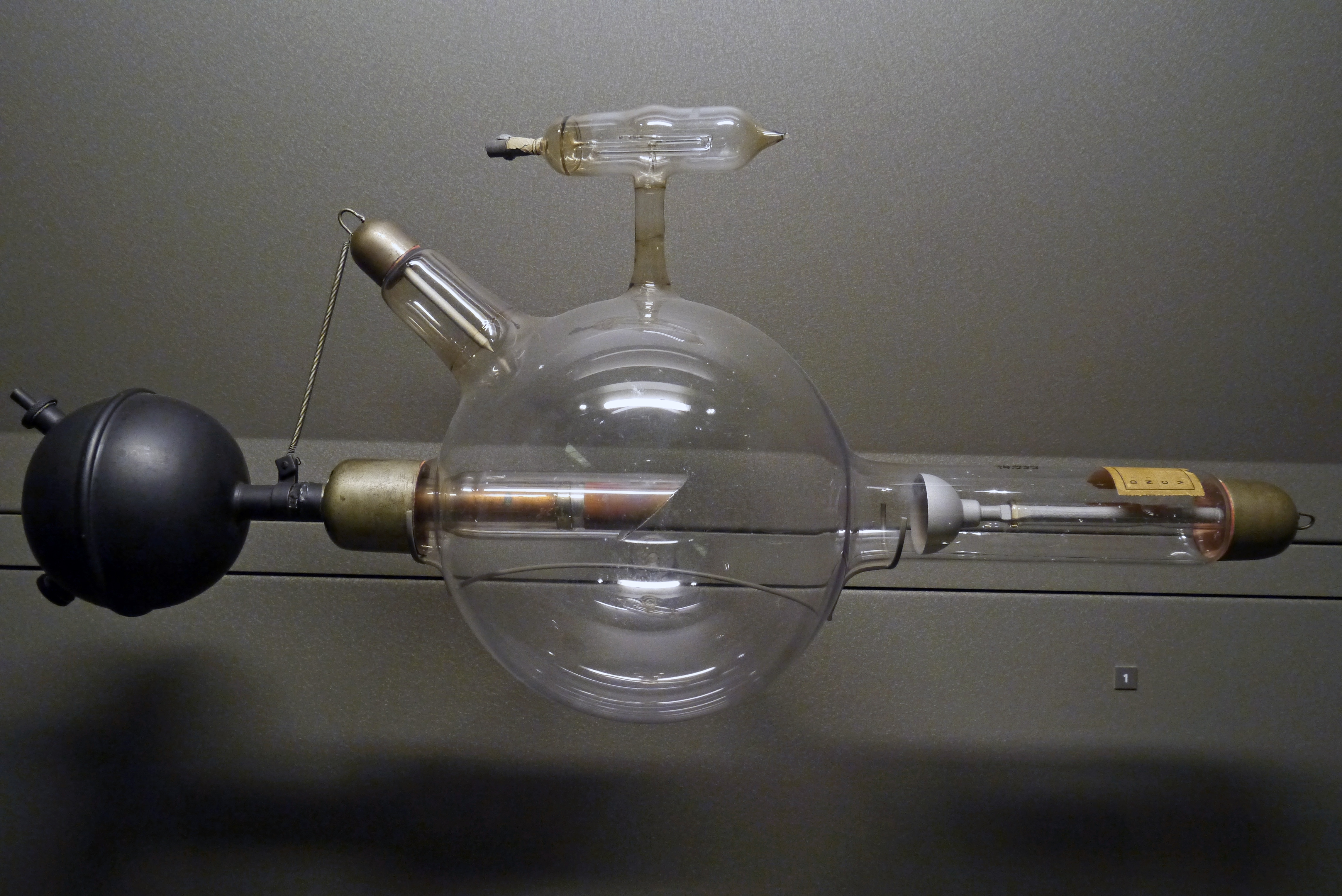
Tub de raigs X

El mètode bàsic de generar artificialment raigs X és mitjançant una acceleració d'electrons per fer-los xocar amb un blanc metàl·lic, normalment un aliatge de tungstè, reni i molibdè. Dins del material els electrons es veuen sobtadament frenats i, si tenen prou energia, poden expulsar electrons dels nivells més interns dels àtoms.
Com a resultat, un electró dels nivells superiors «cau» per omplir el buit i en el procés emet un fotó de raigs X. Aquest procés també genera una emissió per radiació de frenada, provocada per la dispersió dels electrons quan passen a prop dels nuclis atòmics.
Actualment també es poden generar raigs X en els sincrotrons.

## Detecció
La radiació X es pot detectar amb diversos aparells, com per exemple un comptador Geiger, un centellejador o un comptador proporcional. El primer detector usat per a aquest propòsit va ser la pel·lícula fotogràfica, preparades amb una emulsió apropiada per a la longitud d'ona dels raigs X. La sensibilitat de la pel·lícula és determinada pel coeficient d'absorció màssic i és restringida a un rang de línies espectrals. El desavantatge que presenten aquestes pel·lícules és un marge dinàmic molt limitat i el llarg temps i manipulacions que es necessiten per revelar-les, per la qual cosa han caigut en desús.
En les darreres dècades del segle XX es van començar a desenvolupar nous detectors bidimensionals capaços de generar directament una imatge digitalitzada. Entre aquests hi ha les «plaques d'imatge» (image plates), recobertes d'un material fosforescent, on els electrons incrementen la seva energia en absorbir els raigs X difractats i són atrapats en aquest nivell en centres de color. Els electrons alliberen l'energia en il·luminar-se la placa amb llum làser, emetent llum amb intensitat proporcional a la dels raigs X incidents a la placa. Aquests detectors són un ordre de magnitud més sensibles que la pel·lícula fotogràfica i tenen un marge dinàmic superior en diversos ordres de magnitud. Un altre tipus de detector bidimensional digital molt utilitzat consisteix en una placa fosforescent acoblada a una càmera CCD. En els anys 2000 es van començar a utilitzar fotodiodes alineats formant una placa, anomenats PAD (Pixel Array Detectors).
Altres detectors usats comunament per a la detecció de raigs X són els dispositius d'ionització, que mesuren la quantitat d'ionització producte de la interacció amb raigs X amb les molècules d'un gas. En una cambra d'ionització, els ions negatius són atrets cap a l'ànode i els ions positius cap al càtode, generant corrent en un circuit extern. La relació entre la quantitat de corrent produït i la intensitat de la radiació són proporcionals, així que es pot fer una estimació de la quantitat de fotons de raigs X per unitat de temps. Els comptadors que utilitzen aquest principi són el comptador Geiger, el comptador proporcional i el detector de centelleig. Aquests detectors es diferencien entre ells pel mode d'amplificació del senyal i la sensibilitat del detector.

## Propietats

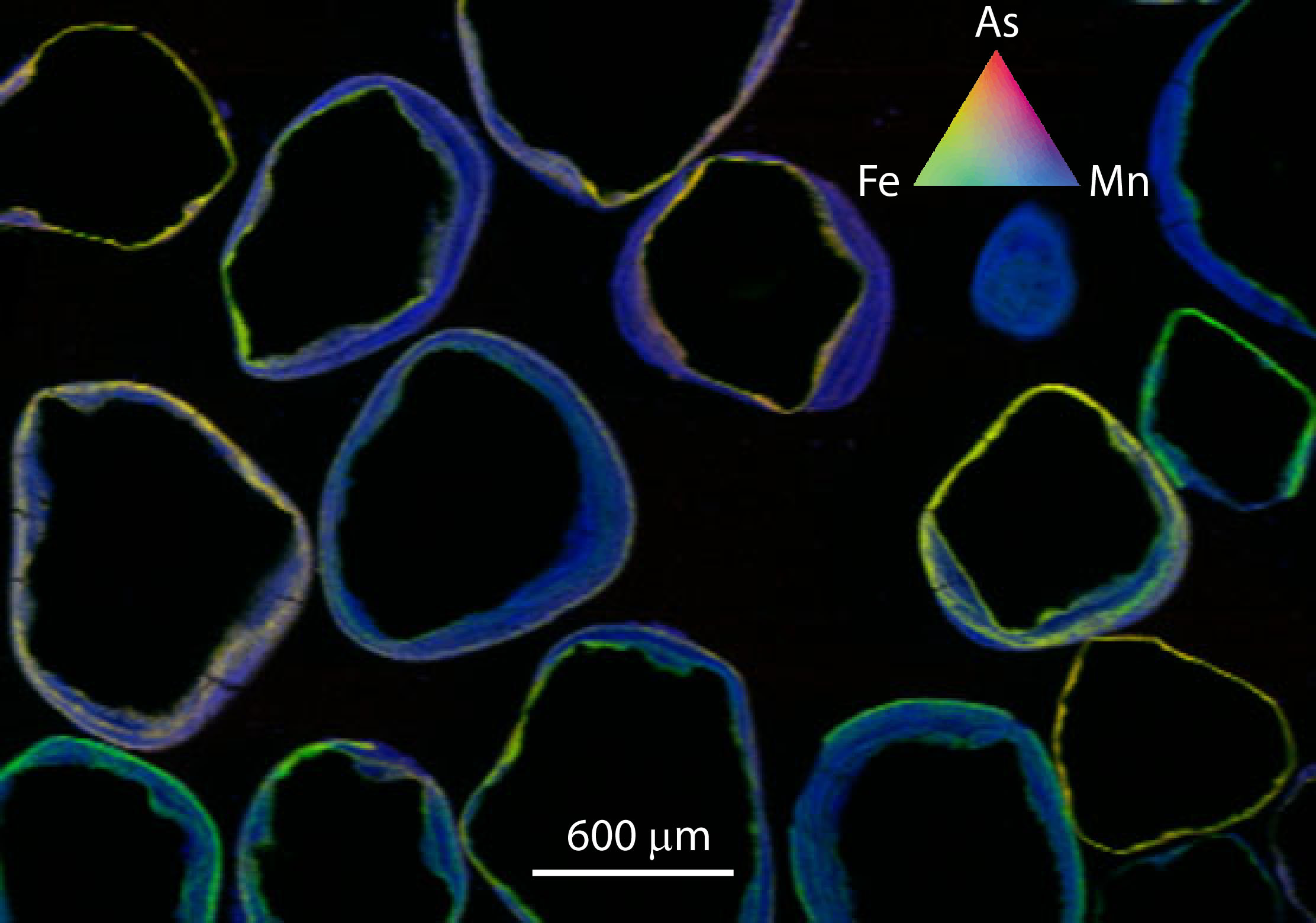
Imatge de la distribució d'arsènic, ferro i manganès en uns grans de sorra per a tractament i potabilització d'aigua, usant la propietat de fluorescència per exposició a raigs X.

La radiació X penetra fàcilment a la matèria orgànica i de manera general a tota la matèria "tova", que és la matèria sòlida poc densa i formada per elements lleugers, com per exemple el carboni, el nitrogen i l'oxigen. En canvi, és absorbida fàcilment per la matèria més dura, de més densitat o formada per elements més pesants. En particular, poden travessar la pell i els músculs però són absorbits pels ossos. També són en gran part absorbits a la Terra per l'atmosfera.
És invisible a l'ull humà. Aquest és un dels tipus de radiació que pot produir fluorescència en algunes substàncies, que emeten llum en absorbir la radiació i fer-hi augmentar-ne la longitud d'ona fins a entrar a l'espectre de llum visible.

## Alguns usos i aplicacions

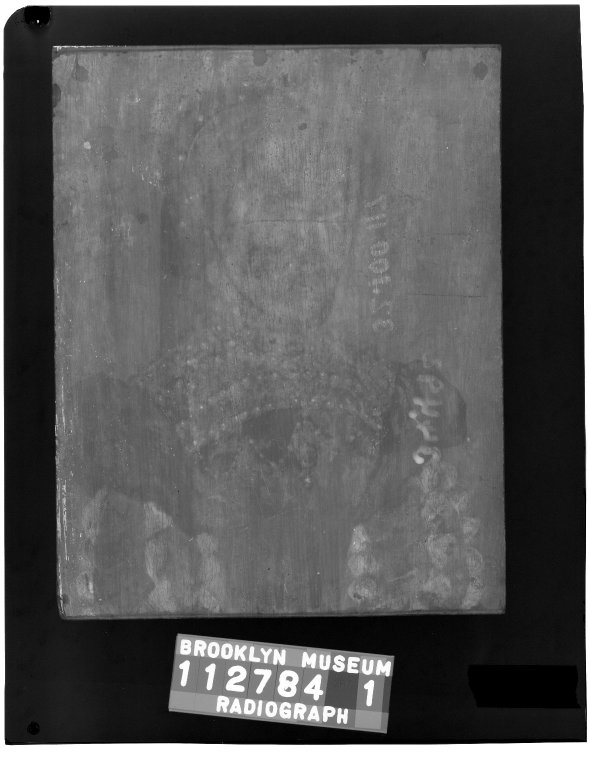
La radiació X permet veure el retrat d'una dona que havia estat pintat per sobre, amagant-la

Històricament, al segle xix els raigs X han estat sobretot coneguts per la X-fluorescència o simplement fluorescència que poden provocar, com a mètode per a ionitzar gasos i per a impressionar imatges en plaques fotogràfiques.
Actualment, els raigs X s'usen sovint a la indústria, especialment a laboratoris i integrats a les cadenes de muntatge, a les últimes etapes, com a eina de control de qualitat no intrusiva. Per exemple, en cristal·lografia i mineralografia la difracció de raigs X es pot usar, per ser la seva longitud d'ona similar a la distància entre els àtoms de la xarxa cristal·lina, a l'análisi químic de metalls i roques (radiocristal·lografia). Bombardejats sobre recipients (per exemple, llaunes de refresc) permeten controlar per inspecció a mesura que es produeixen si estan sent omplerts amb les quantitats desitjades. També permeten detectar sistemàtica i ràpidament defectes i paràmetres fora de les especificacions desitjades, com ara porus o gruixos anòmals, tant en components i peces durant la seva fabricació (canonades, motors, turbines, etc.) com a elements estructurals en edificis, sense haver de destuir-los ni interferir sobre ells, és a dir, de manera no intrusiva. Això permet un control de qualitat que no destrueix els productes que es volen verificar i, per tant, es pot aplicar a tots ells. De manera similar, en l'estudi de l'art s'aplica a pintures per a conèixer que hi havia pintat al llenç, per sota del que es veu, sense haver d'esborrar res, i en objectes arqueològics per a conèixer l'interior d'una troballa, com per exemple una mòmia, també sense haver d'obrir-la.
Una altra aplicació dels raigs X són diversos sistemes de seguretat, per a controlar les persones i les seves pertanences, típicament a aeroports i entrades a certs edificis, com per exemple algunes ambaixades.
També es poden usar, de manera intrusiva i no intrusiva, bombardejats a persones i animals per a crear imatges com a ajuda per al diagnòstic mèdic (radiologia), per exemple a les radiografies i les tomografies o TAC. Fins i tot al cas no intrusiu, l'exposició de raigs X a qualsevol ser viu és nociu per la seva salut (vegeu apartat Radiotoxicitat). Una alternativa a les radiacions ionitzants és l'ecografia, per exemple.
Els telescopis de raigs X situats a alguns satèlits permeten detectar els raigs X emesos per estrelles i altres cossos celestes.

## Interacció dels raigs X amb la matèria
Quan els raigs X interactuen amb la matèria, aquests poden ser absorbits en part i en part transmesos. Aquesta característica és aprofitada en medicina en realitzar radiografies.
L'absorció de raigs X dependrà de la distància que aquests travessen i de la seva intensitat. Està donada per
{\displaystyle I_{x}=I_{o}e^{({-\mu /\rho })\rho x}\,}
On {\displaystyle \mu /\rho } és característic del material i independent de l'estat físic. {\displaystyle \mu } és el coeficient lineal d'absorció i {\displaystyle \rho } la densitat del material.
Si un material està format per diferents elements, el coeficient d'absorció màssic {\displaystyle \mu /\rho } és additiu, de tal manera que:
{\displaystyle {\frac {\mu }{\rho }}=w_{1}\left({\frac {\mu }{\rho }}\right)_{1}+w_{2}\left({\frac {\mu }{\rho }}\right)_{2}+...}
On {\displaystyle w} vol dir la fracció de l'element constituent.

## Radiotoxicitat

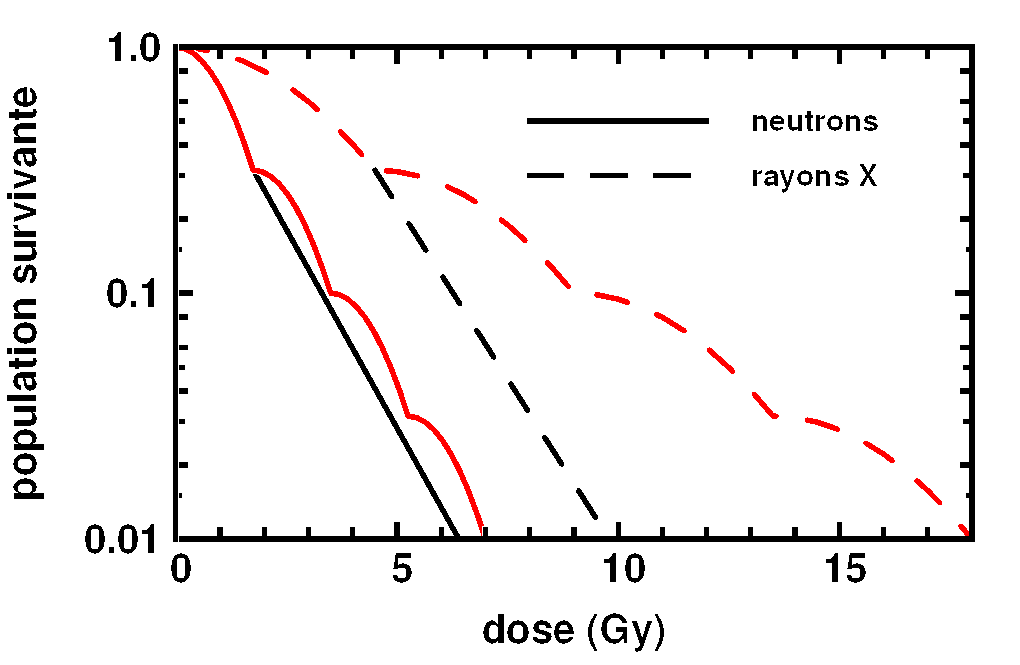
Esquema on es representa el percentatge de cèl·lules mamíferes que moren a causa de l'exposició a dosi única de radiació de neutrons (traç continu) i de raigs X (traç discontinu) respectivament

Els raigs X són radiacions ionitzants. La seva exposició pot provocar mareig, vòmits i cremades a curt termini i, a llarg termini, caiguda del cabell, cataractes, esterilitat i càncer, podent provocar la mort depenent de la dosi equivalent instantània rebuda d'un cop i l'acumulada al llarg de la vida. Poden provocar retard mental i defectes de naixement als fills.
Per la seva naturalesa, es tracta d'un tipus de radiació ionitzant de més llarg abast i capaç de penetrar en la matèria més profundament que la radiació alfa i la beta. La dura pot penetrar fins a vint-i-cinc centímetres dins del teixit humà. La seva elevada energia fa que tingui una elevada capacitat per a destruir enllaços químics i causar danys importants al nucli de les cèl·lules.
S'ha observat un augment de la pressió psicològica a grups de persones exposades a quantitats baixes de radiació X, i alteracions de les facultats mentals quan aquestes són més elevades, de l'ordre de milers de grays.

## Contaminació radioactiva
Els raigs X antropogènics són causa de contaminació radioactiva. Les radiografies usades, actualment gairebé en desús, ja que s'utilitzen suports digitals, han de ser tractades junt amb els altres residus radioactius i mai llençades a les escombraries. A Espanya la gestió d'aquests residus està al càrrec de l'empresa pública Empresa Nacional de Residuos, SA, ENRESA.

## Normatives i reglamentació
A la Unió Europea, l'ús dels raigs X ha de seguir les normes Euratom 96/29 i 97/43.